# Bow Wow (манга)
Bow Wow (яп. バウ) — японская манга, автором и иллюстратором которой является Цуёси Кага, публиковалась издательством Shogakukan в журнале Big Comic Superior, всего выпущено 11 томов манги. Манга публиковалась также на территории тайваня издательством Douban.
По мотивам манги студией Nippon Animation был выпущен аниме-сериал, который транслировался по телеканалу TV Asahi с 14 октября 1993 года по 22 сентября 1994 года. Всего выпущено 40 серий аниме. Также 14 октября 1994 года в кинотеатрах Японии был показан был короткометражный фильм, созданный по мотивам манги в этом же году на основе манги была выпущена и игра для игровой приставки .

## Сюжет
Третьеклассница по имени Саяка и дочь члена банды якудз однажды находит на улице бультерьера по имени Гав и решает забрать его к себе. Сначала против этой идеи выступает отец Саяки, однако Гав спасает главаря якудз, после чего отец разрешает Саяки оставить собаку. Пёс чарует многих персонажей своим острым умом и непоседливостью.

## Роли озвучивали
- Кэйити Сонобэ — Гав
- Тиэко Хонда — Саяка
- Нобуо Тобита — Курамото
- Син Аомори — Инугами
- Таро Аракава — Саб
- Хисако Куода — Бабушка
- Кэнью Хориути — рассказчик

## Игра
28 апреля 1994 года студией Takara для игровой приставки Super Nintendo была выпущена игра под названием Heisei Inu Monogatari Bow Pop'n Smash!!. Игрок управляет главным персонажем — псом, который принимает участие в спортивных соревнованиях (гольф, теннис итд.), играя против других известных персонажей из оригинальной маги.